# Conselho de Estado da União Soviética
Após a tentativa de golpe de estado soviético de agosto de 1991, o Conselho de Estado da União das Repúblicas Socialistas Soviéticas (URSS) (em russo:  Государственный Совет СССР), mas também conhecido como Soviete de Estado, foi formado em 5 de setembro de 1991 e foi projetado para ser um dos escritórios governamentais mais importantes da União Soviética de Mikhail Gorbachev. Os membros do conselho consistiam no Presidente da União Soviética e nos mais altos funcionários (que normalmente eram os presidentes das suas repúblicas) das repúblicas da União Soviética. Durante o período de transição foi o órgão máximo do poder estatal, tendo o poder de eleger um primeiro-ministro, ou uma pessoa que ocuparia o lugar de Gorbachev em caso de ausência; o cargo de vice-presidente da União Soviética foi abolido após o fracassado golpe de agosto daquele mesmo ano.

## Comitê Econômico Inter-republicano
Com a autoridade do governo central bastante enfraquecida pelo golpe fracassado, Gorbachev estabeleceu um comitê de quatro homens, liderado pelo primeiro-ministro russo da RSFS, Ivan Silayev, que incluía Grigory Yavlinsky, Arkadi Volsky e Yuri Luzhkov, para eleger um novo Gabinete de Ministros. Este comité foi posteriormente transformado no Comité de Gestão Operacional da Economia Soviética (COMSE), também presidido por Silayev, para gerir a economia soviética. Em 28 de agosto de 1991, o Soviete Supremo concedeu temporariamente ao COMSE a mesma autoridade que o Gabinete de Ministros, e Silayev tornou-se o primeiro-ministro de facto da União Soviética. No entanto, o COMSE foi rapidamente ultrapassado em autoridade pelo Comité Económico Inter-republicano da União Soviética (IEC), também liderado por Silayev. A sua função era coordenar a política económica em toda a União Soviética. Como presidente do COMSE e do IEC, Silayev presidiu uma União Soviética em rápida desintegração.
Quando assumiu o cargo pela primeira vez, Silayev queria reduzir os poderes do governo central e dar mais poderes às Repúblicas Soviéticas. Esta visão mudou; ele exigiu que Yeltsin devolvesse grande parte da autoridade do governo central que ele havia usurpado após o Golpe de Agosto. Nisso ele falhou e, como resultado, sua posição como primeiro-ministro russo da Rússia Soviética foi severamente enfraquecida. Oleg Lobov, primeiro vice-primeiro-ministro de Silayev, liderou a facção anti-Silayev no Conselho de Ministros da Rússia Soviética e conseguiu destituí-lo em 26 de setembro de 1991; Lobov sucedeu Silayev como primeiro-ministro interino da RSFS russa.
Silayev, como superintendente da economia, recebeu a tarefa de iniciar reformas económicas na União Soviética de uma forma que fosse adequada tanto ao governo central como às repúblicas soviéticas. Silayev tentou manter uma economia integrada enquanto iniciava a mercantilização da economia. A maior desintegração da URSS levou à transformação do IEC no Comitê Econômico Interestadual da Comunidade Econômica  (coordenando as relações entre as repúblicas sindicais e as repúblicas, declarando sua secessão da URSS). A IEC mostrou a sua intenção internacional ao assinar a Carta Europeia da Energia em 16/17 de Dezembro de 1991 com 35 outros países, mas isto foi prejudicado pela carta também ter sido assinada por nove das doze repúblicas restantes.

## Dissolução da União Soviética
Em 19 de dezembro, o Comité de Gestão Operacional da Economia Soviética foi dissolvido por um decreto presidencial russo da Rússia Soviética. Em 25 de dezembro, Gorbachev anunciou a sua renúncia ao cargo de Presidente da URSS em conexão com a criação da Comunidade de Estados Independentes. Consequentemente, o governo sindical deixou de existir. No dia seguinte, 26 de dezembro de 1991, a União Soviética foi formalmente dissolvida pelo Conselho das Repúblicas.